# Neopanorpa tienmushana
Neopanorpa tienmushana är en näbbsländeart som beskrevs av Cheng 1957. Neopanorpa tienmushana ingår i släktet Neopanorpa och familjen skorpionsländor. Inga underarter finns listade i Catalogue of Life.